# بير-إيجل فلو
بير-إيجل فلو (بالنرويجية البوكمول: Per Egil Flo)‏ هو لاعب كرة قدم نرويجي في مركز الدفاع، ولد في 18 يناير 1989 في Stryn ‏ في النرويج. شارك مع Norway national under-15 association football team ‏ ومنتخب النرويج تحت 16 سنة لكرة القدم ومنتخب النرويج تحت 17 سنة لكرة القدم ومنتخب النرويج تحت 18 سنة لكرة القدم ومنتخب النرويج تحت 19 سنة لكرة القدم ومنتخب النرويج تحت 21 سنة لكرة القدم ومنتخب النرويج لكرة القدم. أما مع النوادي، فقد لعب مع نادي سوغندال لكرة القدم ونادي مولده.

## وصلات خارجية
- بير-إيجل فلو على موقع اتحاد النرويج (النرويجية)
- بير-إيجل فلو على موقع قاعدة بيانات كرة القدم.إي يو (الإنجليزية)
- بير-إيجل فلو على موقع ناشيونال فوتبول تيمز (الإنجليزية)
- بير-إيجل فلو على موقع Soccerway.com (الإنجليزية)
- بير-إيجل فلو على موقع عالم كرة القدم.نت (الإنجليزية)
- بير-إيجل فلو على موقع AS.com (الإسبانية)